# 埃姆内斯
埃姆内斯（荷蘭語：Eemnes，荷蘭語發音：[eːmˈnɛs] ⓘ）是荷蘭的一個市镇，位於荷蘭中部的烏德勒支省。該市鎮由兩個村莊構成。

## 地名发音问题
事实上，该地名Eemnes的发音为[eːmˈnɛs]，根据实际发音其应译作“埃姆内斯”，《世界地名翻译大辞典》中将其误译作“埃姆讷斯”。

## 外部連結
- 维基共享资源上的相關多媒體資源：埃姆内斯
- Official website （页面存档备份，存于）